# 김동석 (1962년)
김동석(본명: 김병철, 1962년 2월 20일~)은 대한민국의 배우이자 연극인이다.
1983년 연극배우로 첫 데뷔하였다. 그는 한때 연극배우 시절에 김종환·김동열등이라는 예명 등을 잠시 사용하였다.

## 학력
- 성남고등학교 졸업
- 서울예술전문대학 연극학과 전문학사(1988년 - 82학번, 4년6개월간 휴학, 1988년 8월 전문학사 학위 취득.)

## 출연작

### 연극
- 1993년 《이괄과 흥안군》 ... 경평군 이늑 역 (조연)

### 영화
- 1994년 《두 여자 이야기》 ... (단역)

### 뮤지컬
- 1996년 《아가씨와 건달들》 ... 빅 줄 역 (남자 조연)

### TV 드라마
- 1993년 KBS2 드라마게임 《남편 길들이기》
- 1994년 MBC 주말시트콤 《김가 이가》 ... 김종환 역
- 1995년 MBC 일일시트콤 《두 아빠》 ... 김동열 역
- 1996년 MBC 청소년드라마 《사춘기》
- 1996년 KBS2 월화 미니시리즈 《슈팅》 ... 강 형사 역
- 1996년 KBS 대하드라마 《용의눈물》
- 1997년 MBC 청춘시트콤 《남자 셋 여자 셋》 ... 문화대 신문방송학과 학생 임창정의 사촌 자형 김해룡 변호사 역
- 1998년 MBC 미니시리즈 《사랑》 ... 김기표 역
- 1999년 MBC 주간시트콤 《여자 대 여자》 ... 1999년 1월 연초를 맞이하여 고국인 대한민국의 서울을 잠시 방문한 말레이시아 콸라 룸푸르 이민 9년차 교포 출신인 소띠 만38세 남짓의 김동석 역
- 2000년 ~ 2002년 KBS1 대하드라마 《태조 왕건》 ... 고려의 무관 애선 역, 신라 포석정의 수문장 역, 후백제 신검 수하의 정변군 군관 역 등 (1인 다역)
- 2002년 KBS1 대하드라마 《제국의 아침》
- 2002년 ~ KBS 월화드라마 《거침없는 사랑》
- 2002년 ~ 2003년 SBS 월화드라마 《야인시대》 ... 경찰시절 이정재의 부하 형사 역 (2부 출연)
- 2002년 ~ 2003년 KBS2 수목드라마 《장희빈》 ... 이시회 역
- 2003년 ~ 2005년 MBC 법정드라마 《실화극장 죄와 벌》 ... 주병진 역
- 2004년 ~ 2005년 KBS1 대하드라마 《불멸의 이순신》 ... 이광 역
- 2004년 ~ 2005년 MBC 월화드라마 《영웅시대》 ... 김대중 역
- 2004년 ~ 2005년 KBS2 수목드라마 《해신》 ... 청해진상단행두1 역
- 2005년 EBS 특집드라마 《지금도 마로니에는》
- 2005년 MBC 주말 특별기획 드라마 《제5공화국》 ... 허경만 역
- 2005년 KBS2 미니시리즈 《부활》
- 2006년 MBC 수목 미니시리즈 《궁》 ... 수행원1 역
- 2006년 MBC 월화드라마 《봄의 왈츠》 ... 진료기록 담당 의사 역
- 2006년 SBS 금요드라마 《내 사랑 못난이》
- 2006년 ~ 2007년 KBS 대하드라마 《대조영》 ... 선겸 역
- 2006년 tvN 수목특집드라마 《하이에나》
- 2006년 ~ 2007년 SBS 드라마 스페셜 《연인》
- 2007년 ~ 2008년 SBS 월화드라마 《왕과 나》 ... 이찬 역
- 2007년 ~ 2008년 MBC 수목드라마 《뉴하트》 ... 송호재의 비서 역
- 2011년 ~ 2012년 KBS 대하드라마 《광개토태왕》 ... 해부장 역
- 2013년 MBN 다큐드라마 《대한민국 정치비사》 ... 정홍진 역
- 2013년 ~ 2016년 채널 A 《천 개의 비밀 어메이징 스토리》 ... 각종 단역
- 2014년 KBS TV소설 《순금의 땅》 ... 검사 역
- 2014년 MBN 《기막힌 이야기 실제상황》 ... 각종 단역
- 2014년~2015년 OCN 《닥터 프로스트》 ... 최준서 역 (특별출연)
- 2015년 KBS1 대하드라마 《징비록》 ... 송상현 역
- 2015년 KBS2 월화드라마 《너를 기억해》 ... 강 교수 역
- 2016년 KBS2 일일연속극 《여자의 비밀》 ... 조 박사 역
- 2016년 ~ 채널A 《천일야사》 ... 각종 단역

### 라디오 프로그램
- 2015년 EBS 《EBS 책 읽는 라디오 낭독 시리즈》